# لیسا لمپنلی
لیسا لَمپـَنِلی (انگلیسی: Lisa Lampanelli؛ زادهٔ ۱۹ ژوئیهٔ ۱۹۶۱) یک هنرپیشه، کمدین و روزنامه‌نگار اهل ایالات متحده آمریکا است.
مادر او کارمند اداره پلیس و پدرش نقاش و کارمند شرکت هواگردسازی سیکورسکی بود. و تباری ایتالیایی-لهستانی دارد.
وی از دوران کودکی متأثر از طنرهای دین مارتین و دان ریکلس بوده است.
ویژگیِ بارزِ شوخی‌ها و طنزهای او، شوخی‌ها و جوک‌های قومی-قبیله‌ای و همچنین شوخی با اقلیت‌ها و همجنس‌گرایان است.